# Stema municipiului Slatina

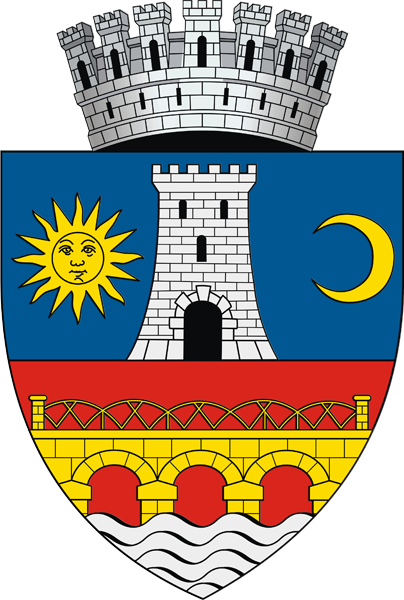
Stema municipiului Slatina

Stema municipiului Slatina a fost aprobată în 2005. Aceasta se compune dintr-un scut triunghiular cu marginile rotunjite, tăiat. În partea superioară, în câmp albastru, se află un turn crenelat, de argint, cu o poartă neagră arcuită și zăbrelită, dotat cu trei ferestre negre, însoțit de un soare în dreapta și de o semilună crai-nou în stânga, ambele de aur. În partea inferioară, în câmp roșu, se află un pod de aur, cu trei deschideri și o balustradă metalică cu cinci arce, peste unde de argint, umbrite negru, ieșind din vârful scutului. Scutul este trimbrat de o coroană murală de argint cu șapte turnuri crenelate.
Semnificațiile elementelor însumate:
- Turnul simbolizează punctul de pază și vamă al localității, fapt menționat într-un act oficial emis de Vlaicu Vodă în anul 1368 pentru negustorii brașoveni.
- Cele două astre, soarele și luna, care flanchează turnul, semnifică lumină, fertilitate, libertate, respectiv veșnicie, creștere și cunoaștere.
- Podul peste râul Olt reprezintă importanța localității în traficul comercial și de călători.
- Coroana murală cu șapte turnuri crenelate semnifică faptul că localitatea are rangul de municipiu, reședință de județ.